# Mariam Barghouti
Mariam Barghouti (née le 23 juin 1993) est une écrivaine, journaliste, blogueuse, chercheuse et commentatrice palestinienne d’origine américaine. Elle vit à Ramallah.

## Carrière
Elle a obtenu une licence en langue et littérature anglaises à l’université de Birzeit avec un accent sur la sociolinguistique. Elle a obtenu une maîtrise en sociologie et changement mondial à l’université d’Édimbourg, avec un accent sur les hiérarchies raciales ashkénazes-mizrahi israéliennes. Elle est également connue pour ses missions de suivi et d’évaluation de l’aide humanitaire et au développement dans des pays tels que la Jordanie, la Syrie et le Liban, ainsi qu’en Palestine, qui n'est pas membre de l’ONU mais possède un statut d'observateur; elle est aussi connue pour diverses organisations gouvernementales et non gouvernementales.
Ses commentaires politiques et son travail de recherche ont notamment figuré dans CNN, Al Jazeera English, The Guardian, BBC, Huffington Post, The New York Times, Middle East Monitor, Newsweek, Mondoweiss, International Business Times et TRT World,. Elle a également contribué à divers livres et anthologies, y compris I found Myself in Palestine. Et elle a écrit des profils sur des figures palestiniennes, y compris l’artiste palestinien Khaled Hourani et la fonctionnaire et politicienne palestinienne Hanan Ashrawi.
Elle a commenté le double standard des médias lorsqu’ils couvrent la Palestine ; elle a aussi écrit sur les violations israéliennes perpétrées contre les Palestiniens, sur les dures réalités et expériences auxquelles sont confrontés les Palestiniens qui vivent sous contrôle israélien,. Lors de la crise israélienne en 2021, elle a soulevé des préoccupations sur ce qu’elle qualifie d’attitude répressive d’Israël envers la Palestine à travers son travail sur le terrain en tant que chercheuse, journaliste et auditrice,.
Twitter a restreint son compte officiel qui couvrait les manifestations de Cisjordanie lors de la crise israélo-palestinienne de mai 2021 à Jérusalem, avec des Palestiniens ayant la citoyenneté israélienne,,,.Mariam Barghouti a déclaré que Twitter avait temporairement suspendu certains de ses messages sur la violence imposée par les colons israéliens et l’armée israélienne. Twitter a déclaré plus tard que la restriction du compte était due à une erreur,.